# دائرة الاتصال في الرئاسة التركية
دائرة الاتصال في الرئاسة التركية (بالتركية: İletişim Başkanlığı)‏، هي وكالة حكومية تابعة لمكتب رئيس الجمهورية التركية رجب طيب أردوغان  وهي بمثابة المكتب الإعلامي التابع للرئاسة التركية وتقوم بإعلام العالم بالقرارات الصادرة عن الرئاسة التركية وأخبارها باللغتين التركية والإنجليزية برئاسة فخر الدين ألطون وهي تابعة لرئيس تركيا رجب طيب أردوغان  تم إنشاء مديرية الاتصالات بموجب المرسوم الرئاسي رقم 14، المنشور في الجريدة الرسمية رقم 30488 بتاريخ 24 يوليو 2018. وقد حلت محل الإدارة العامة للصحافة والنشر والمعلومات العامة 